# Kayadu Lohar
 (mars 2025).
Pour l’article homonyme, voir Lohar.
Compléments
Années d'activité : 2021 - présent
Kayadu Lohar (née le 11 avril 2000  ) est une actrice et mannequin indienne. Elle a fait ses débuts d'actrice avec le film kannada, Mugilpete (2021),,,.

## Début de la vie
Kayadu Lohar vient de Tezpur, Assam, en Inde, et vit actuellement à Pune. Elle est diplômée en commerce (B.Com.).

## Carrière d'actrice
Kayadu Lohar a commencé sa carrière avec un concours de bijoux et a ensuite remporté la saison 12 de "Times of India's Everyuth Fresh Face".
Kayadu a fait ses débuts d'actrice dans le film kannada Mugilpete de 2021 quand elle participait au concours Times Fresh Face. Son premier film malayalam Pathonpatham Noottandu, est sorti le 8 septembre 2022, son premier film télougou, le 23 septembre 2022,, I Prem U, son premier film marathi, le 17 mars 2023 et Dragon, son premier film tamoul, le 21 février 2025. Ses prochaines sorties incluent Thaaram, Idhayam Murali.

## Filmographie
| Année | Titre                  | Rôle    | Langue    | Réf.   |
| ----- | ---------------------- | ------- | --------- | ------ |
| 2021  | Mugilpete              | Apoorva | Kannada   | ,      |
| 2022  | Pathonpatham Noottandu | Nangeli | Malayalam | [ 17 ] |
| 2022  | Alluri                 | Sandhya | Télougou  | [ 18 ] |
| 2023  | Je suis Prem U         | Véena   | Marathi   | [ 19 ] |
| 2025  | Oru Jaathi Jathakam    | Payal   | Malayalam | [ 20 ] |
| 2025  | Dragon                 | Pallavi | Tamoul    | [ 21 ] |
| 2025  | [ 22 ]                 |         | Tamoul    |        |